# Айла: донька війни
«Айла: донька війни» (тур. Ayla, (англ.)) — турецький драматичний фільм 2017 року, знятий Джаном Улкаєм. Фільм був обраний від Туреччини як кандидат у категорії найкращий фільм іноземною мовою на 90-тій церемонії вручення Оскарів, але він не був номінований.

## Сюжет
Під час Корейської війни молоду дівчину, яка майже замерзла до смерті, врятує Сулейман, сержант Турецької бригади, який дає їй прізвисько Айла. Вони починають дружити, незважаючи на мовний бар'єр між ними, але розривають, коли Сулейман повинен повернутися додому.

## У ролях
- Четин Текіндо як Сулейман (старий)
- Ісмаіл Хаджіоглу як Сулейман (молодий)
- Лі Гьон-джин як Айла (доросла)
- Кім Соль як Айла (дитина)
- Алі Атай як Алі
- Дамла Сонмез як Нуран
- Мурат Їлдирим як лейтенант Месут
- Клаудія ван Еттен як Мерілін Монро
- Ерік Робертс як генерал Каултер

## Виробництво
Айла ґрунтується на правдивій історії Кім Ин-джа та Сулеймана Дільбірлігі, чия реальна зустріч була показана в документальному фільмі Munhwa Broadcasting Corporation 2010 року  Kore Ayla . У кастингу, що проходив у Південній Кореї в 2016 році, дитяча актриса Кім Соль, яка раніше грала в популярному південнокорейському телесеріалі  Відповідь в 1988 , була обрана на роль молодої Айли. Ко Ин-мін зіграла роль матері молодої Айли . Спонсором фільму стала авіакомпанія Turkish Airlines, за підтримки з Міністерство культури і туризму Туреччини. Найбільше зйомок проводилося в Туреччині. Зйомки в Туреччині завершилися в червні 2017 року.